# Décès en 947
Décès
- 943
- 944
- 945
- 946
- 947
- 948
- 949
- 950
- 951

Cette page dresse une liste de personnalités mortes au cours de l'année 947 :
- 10 avril[1] ou 24 avril[2] : Hugues d'Arles, roi d’Italie, mort au monastère Saint-Pierre de Vienne ou à Arles.
- 19 août : Abu Yazid Mukhallad ibn Kayrâd, Berbère zénète de la tribu des Banou Ifren.
- 23 novembre : Berthold de Bavière, duc de Bavière.

- Mpu Sindok, dernier roi de la dynastie des Sanjaya, qui régnait sur le royaume de Mataram dans le centre de l'île de Java en Indonésie.

## Crédit d'auteurs
- Cet article est partiellement ou en totalité issu de l'article intitulé « 947 » (voir la liste des auteurs).